# Algot Haquinius

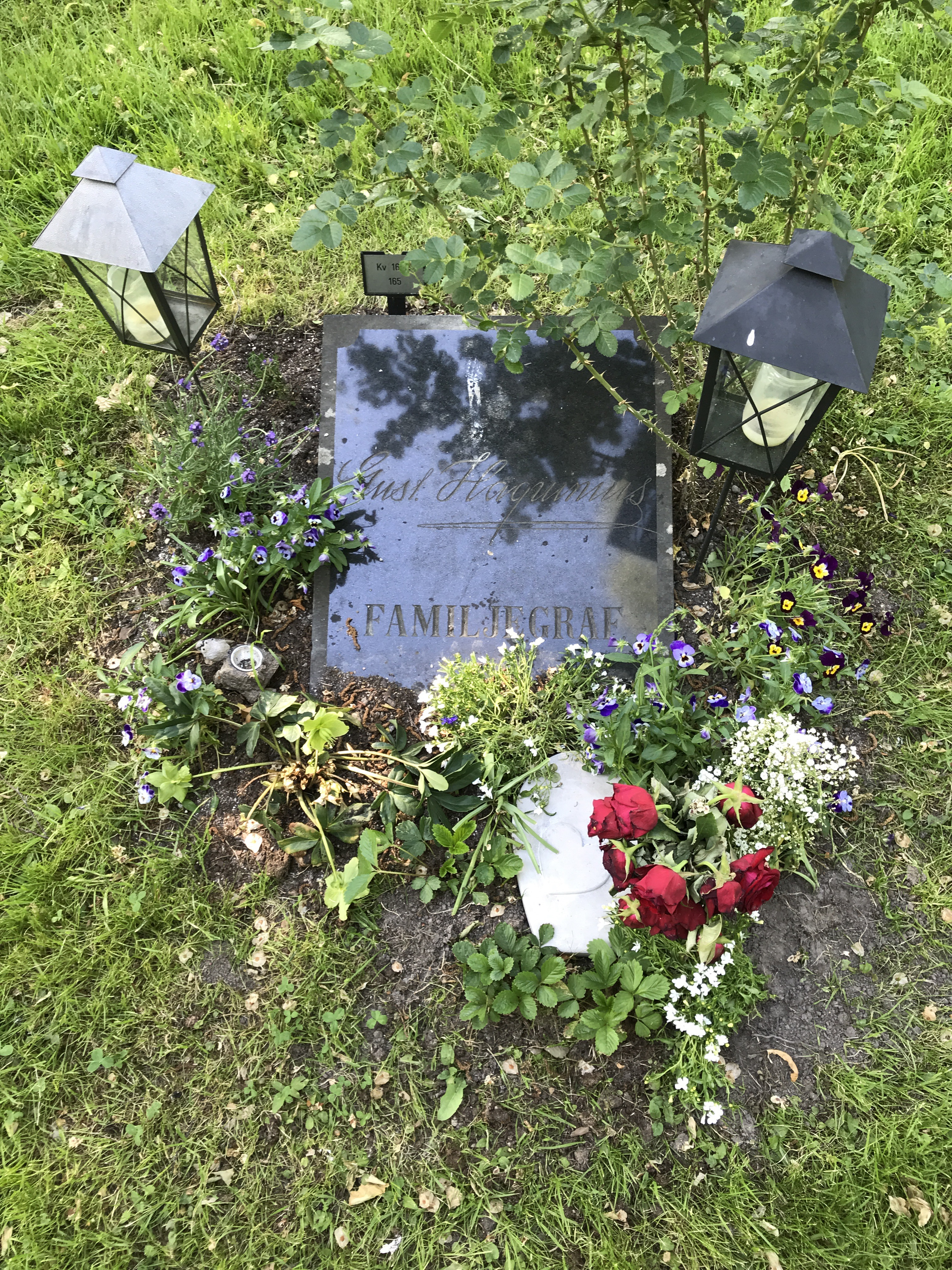
Gravvård Norra begravningsplatsen

Johan Algot Haquinius, född 30 juli 1886 i Sveg, död 6 februari 1966 i Stockholm, var en svensk pianist, tonsättare och pedagog.
Algot Haquinius studerade vid Kungliga Musikkonservatoriet i Stockholm åren 1898–1904 och därefter för Moritz Moszkowski och Ignaz Friedman i Berlin. Han betraktades som en av sin tids främsta svenska pianister och var en uppskattad lärare. Hans musik har en nordisk ton med impressionistiska inslag. I hans produktion märks stråkkvartetterna, många romanser, en pianokonsert och baletten Offerlunden.

## Verk (i urval)
- Dikt, symfonisk dikt
- Violinromans
- Fordomtima, orkestersvit
- Svenska danser, orkestersvit
- Stråkkvartett nr 1 i a-moll (1916–28)
- Stråkkvartett nr 2 i A-dur
- Stråkkvartett nr 3 i e-moll (1931)
- Ur Kung Eriks visor (Gustaf Fröding), romanser för en röst och piano
- Serenad för manskör a cappella (ca 1925)